# كاندل مان
كاندل مان، هي لعبة فيديو صينية صدرت سنة 2017، وهي من تطوير ونشر كاندل مان غيمز، حيث تعمل على منصات التالية: بلاي ستيشن 4 وإكس بوكس ون ومايكروسوفت ويندوز ونينتندو سويتش، وتطبيقات الهواتف المحمولة أندرويد وآي أو إس، حيث تدعم 19 لغة، ومن بينها العربية.

## مهمة اللعبة
مهمة اللعبة هي إضاءة النور لعدة شمعات في المراحل المتعددة.